# Passer moabiticus

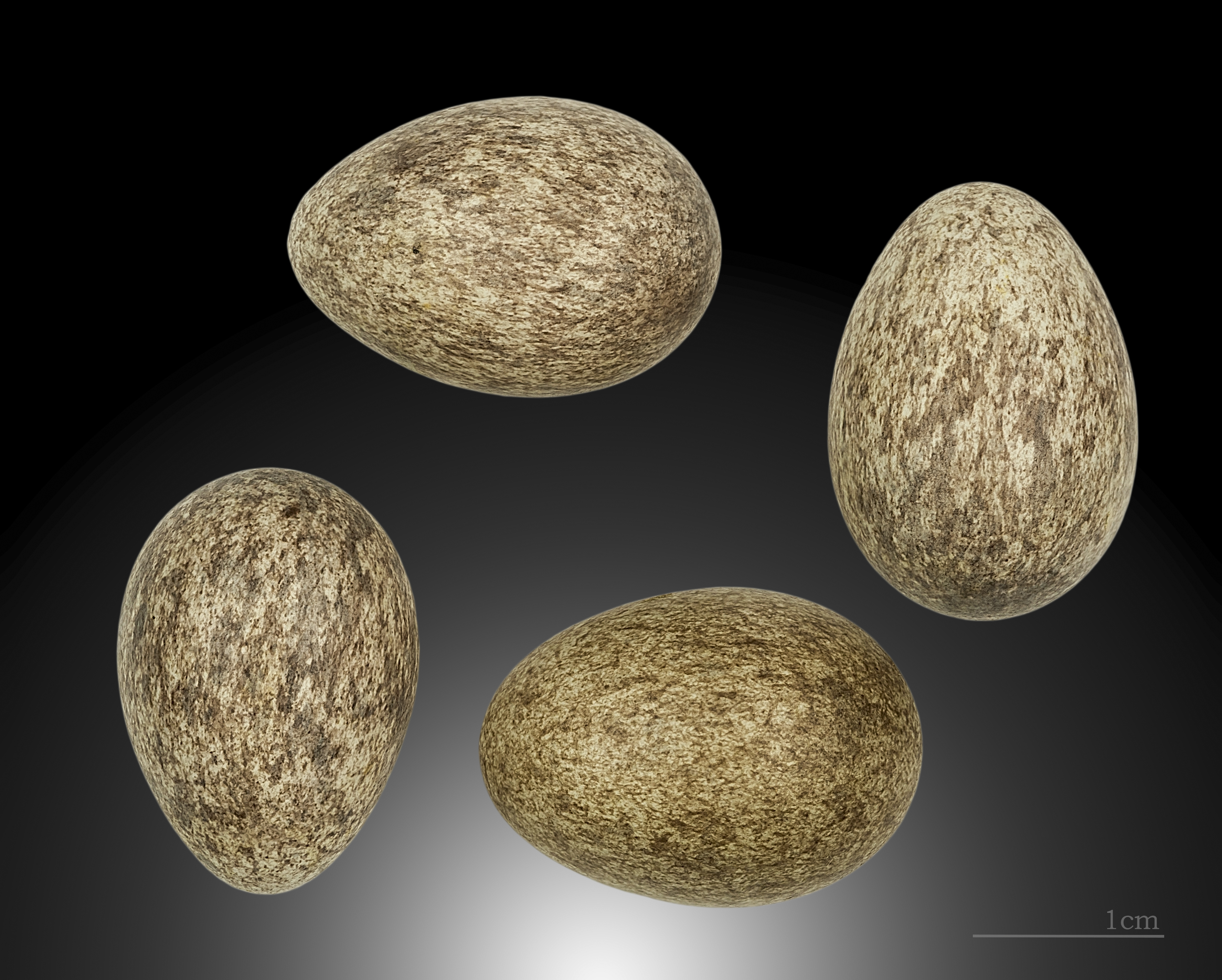
Passer italiae

El gorrión del mar Muerto (Passer moabiticus) es una especie de ave paseriforme de la familia Passeridae que habita alrededor del río Jordan, el mar Muerto, Irak, Irán y el este de Afganistán. Es un pájaro abundante en su área de distribución, y también puede aparecer como divagante en países cercanos como Chipre y Turquía.
Este pájaro es de pequeña talla, de 12–13 cm de longitud. Frecuenta lugares con agua, como fuentes y charcas. Siempre construye el nido en un árbol, donde pone de cuatro a siete huevos.